# Ara de Coulon
Primolius couloni
Espèce
Statut de conservation UICN

 VU C2a(ii) : Vulnérable
Statut CITES
Synonymes
- Propyrrhura couloni

L'Ara de Coulon (Primolius couloni) est une espèce de perroquets de la sous-famille des Psittacinae.

## Description

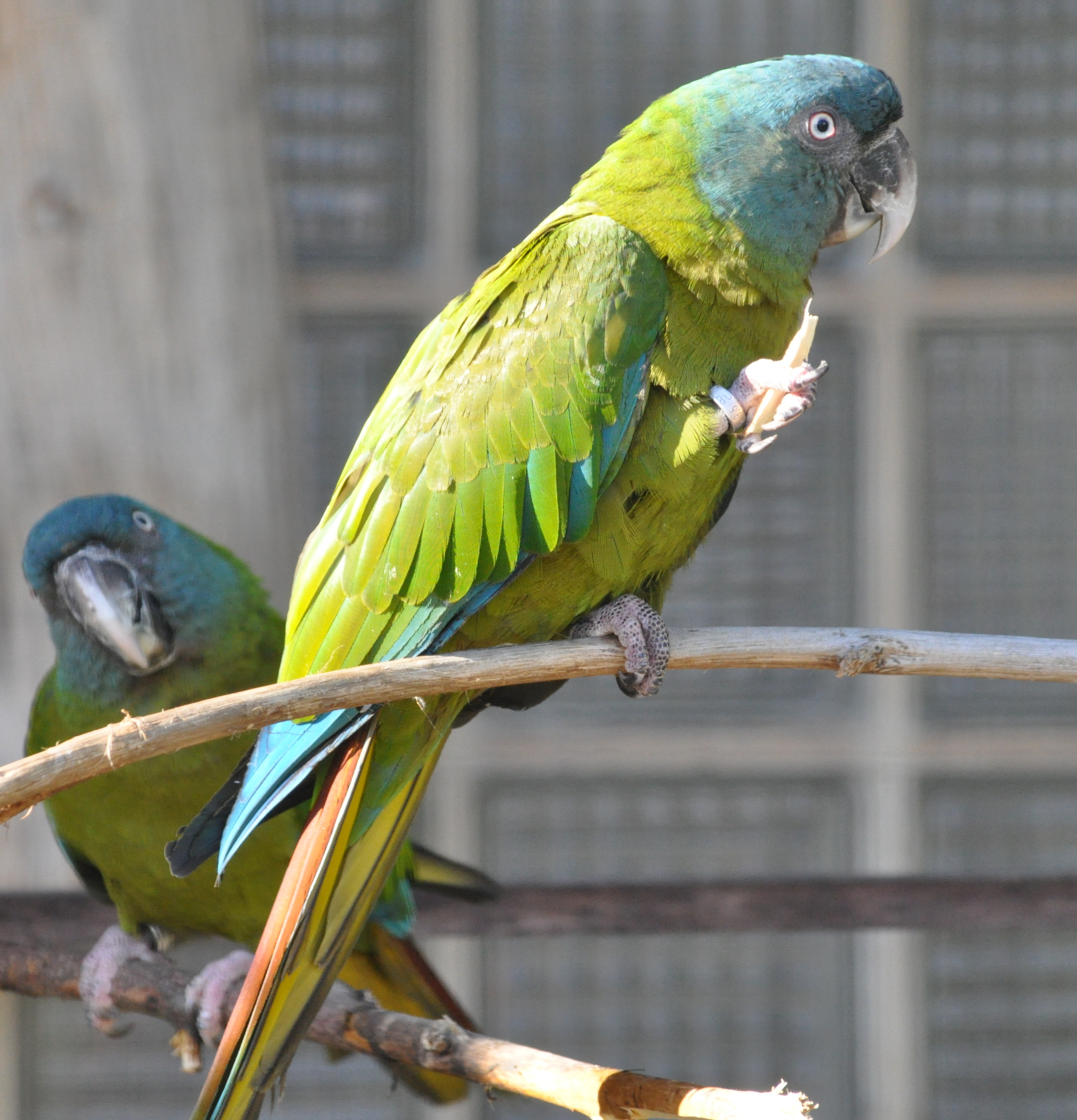
parc ornithologique de Walsrode

Cet oiseau présente une coloration assez proche de l'ara macavouanne. Il s'en distingue cependant par une taille plus modeste (environ 41 cm), un plumage vert plus foncé, des cercles oculaires foncés, des iris jaunes et la tête bleue. Il pèse en moyenne 250 g.
Auparavant classé dans le genre Propyrrhura, l'ara de Coulon est désormais classé dans le genre Primolius regroupant tous les aras dits à tête bleue.
Il se reconnaît à sa tête bleue beaucoup plus foncée que celle des autres aras de son genre et par ses ailes totalement vertes.
Il ne se rencontre à l'état sauvage qu'en Bolivie, au Brésil et au Pérou.
Malheureusement, ce superbe Ara est aujourd'hui très menacé dans son milieu naturel et ses effectifs sont en constante diminution, notamment en raison des captures dont il est l'objet.
Son plumage général est de couleur verte, souvent coloré olive, surtout sur la partie inférieure, avec la tête, les plumes des ailes et la couverture primaire de couleur bleue.
La partie supérieure de la queue à la base est marron, le centre est vert et la pointe est bleue.
Le dessous de la queue et des ailes est verdâtre, jaune.
Le bec est de couleur corne, gris pâle avec la base noire et les pattes sont rose terne.
L'iris est blanchâtre avec un cercle marron, souvent à peine visible.
Contrairement à la plupart des aras, la peau de la face et des joues est de couleur gris foncé.
Les jeunes ressemblent aux adultes mais ils ont l'entièreté du bec noir, les pattes grises, l'iris plus foncé ainsi que la peau faciale et les joues blanches.

## Habitat naturel.
Il vit principalement en Amérique du Sud dans une aire comprise entre l'est du Pérou et l'ouest du Brésil entre 150 et 1 550 m d'altitude.
Ils apprécient principalement les forêts tropicales humides, avec de grands arbres et préfèrent rester le long des rivières mais ils ont aussi été observés dans des marais de palmier Moriche et aux périphéries des villes.
Comme beaucoup d'autres perroquets, l'ara de Coulon est connu pour visiter les falaises d'argile.

## Domesticité
Les aras de Coulon apprécient d'être logés dans une volière de 2 m de long, 90 cm de large et 2 m de haut au minimum.
Comme tous les aras, l'Ara de Coulon demande quelques perchoirs afin de pouvoir se reposer.
Il réclamera aussi quelques jouets et morceaux de bois afin de pouvoir s'occuper et entretenir son bec.

## Longévité.
Ces petits aras peuvent vivre en moyenne jusqu'à l'âge de 40 ans.

## Comportement.
Ces oiseaux vivent généralement en couple ou en groupe et peuvent devenir agressifs en période de reproduction.
Leurs puissants cris résonnent dans les forêts exotiques.

## Alimentation.
Les aras de Coulon se nourrissent principalement de graines, de baies, de plantes, d'insectes et de larves d'insectes.

## Reproduction.
La femelle pond en moyenne entre 3 et 4 œufs en avril qu'elle couvera pendant 26 jours.

## Statut à l'état naturel.
Cet oiseau se reproduit volontiers en captivité, ce qui devrait pérenniser l'espèce.
Il y a peu, cet ara était considéré comme sans danger, mais une révision en 2006 par BirdLife International a montré qu'il serait rare avec une population totale fortement diminuée à seulement 1000 à 2500 individus. Il a été reclassé comme “menacé” en 2007 dans la liste rouge de l'UICN.